# Chinazoline
Chinazoline is een heterocyclische organische verbinding met als brutoformule C8H6N2. De stof komt voor als een gele kristallijne vaste stof. Structureel gezien bestaat het uit een fusie van een benzeenring en een pyrimidinering.

## Toepassingen
Chinazoline kent tal van derivaten, die hoofdzakelijk als geneesmiddel worden gebruikt. Een aantal daarvan worden gebruikt bij de bestrijding van malaria en kanker.

## Natuurlijk voorkomen
Enkele chinazoline-alkaloïden komen in de natuur voor, onder meer in de plantensoorten Adhatoda vasica, Dichroa febrifuga en Peganum harmala (Syrische wijnruit).